# 処方箋上のアリア
『処方箋上のアリア』（しょほうせんじょうのアリア）は、三浦えりかによる日本の漫画作品。『月刊!スピリッツ』（小学館）にて、2020年10月号から2022年10月号まで連載。主人公は薬剤師で、薬局に訪れた人々の問題を解決していく。

## 主な登場人物
麻生 葛（あそう かずら）
キレ者だが口の悪い亜理亜薬局の薬局長。
浜菱 愛莉（はまびし あいり）
天然ボケボケ新米薬剤師。

## これまでの掲載話
2022年8月26日時点
- 第1話「真夜中の侵入者」（2020年10月号 表紙&巻頭カラー）
- 第2話「仮面の中身」（2020年11月号）
- 第3話「いらないという選択肢」（2020年12月号 巻中カラー）
- 第4話「忘れたくないこと」（2021年1月号）
- 第5話「身近に潜む毒」（2021年2月号）
- 第6話「手持ちのカード」（2021年3月号）
- 第7話「招かれざる使い道」（2021年4月号 表紙&巻頭カラー）
- 第8話「身近だけど知らないこと」（2021年5月号）
- 第9話「少しでも、多く」（2021年6月号）
- 第10話「当事者の隣」（2021年7月号）
- 第11話「もう二度と来ない」（2021年8月号）
- 第12話「心はどこにあるのか」（2021年9月号 巻中カラー）
- 第13話「心の中は見えないけれど」（2021年10月号）
- 第14話「見て見ぬふりはできない」（2021年11月号）
- 第15話「知るということ」（2021年12月号）
- 第16話「隠された事実」（2022年1月号）
- 第17話「守りたいもの①」（2022年2月号）
- 第18話「守りたいもの②」（2022年3月号）
- 第19話「本当のことを話そう」（2022年4月号）
- 第20話「存在する理由」（2022年5月号）
- 第21話「求めているもの」（2022年6月号）
- 第22話「失くし物」（2022年7月号）
- 第23話「まがい物の痛み」（2022年8月号）
- 第24話「追憶」（2022年9月号）
- 最終話「生きがい」（2022年10月号）

## 書誌情報
- 三浦えりか『処方箋上のアリア』小学館〈ビッグコミックス〉、全5巻
  1. 2021年2月12日発売[3][4]、ISBN 978-4-09-860846-1
  2. 2021年7月12日発売[5]、ISBN 978-4-09-861073-0
  3. 2021年12月10日発売[6]、ISBN 978-4-09-861205-5
  4. 2022年5月12日発売[7]、ISBN 978-4-09-861331-1
  5. 2022年10月12日発売[8]、ISBN 978-4-09-861407-3